# Романовское болото (памятник природы)
«Романовское болото» (укр. «Романівське болото») — ботанический памятник природы общегосударственного значения, расположенный на территории Святошинского района Киевского горсовета (Украина). Создан 26 марта 1979 года. Площадь — 30 га. Землепользователь — Святошинское лесопарковое хозяйство.

## История
Статус памятника природы был присвоен Постановлением Совета Министров УССР от 26 марта 1979 года № 143.
В 2013 году в ходе проверки Киевской прокуратурой деятельности КП «Святошинское ЛПХ» были установлены нарушения требований Земельного кодекса Украины, Закона Украины «О природно-заповедном фонде Украины», требования охранных обязательств и не вынесены в натуре границы данного объекта и ещё 7 объектов ПЗФ (Список: Пуща-Водицкий и Святошинский лесопарки, памятники природы Романовское болото и Коллекция лесовода Винтера, заказники Межигорское, Межигорско-Пуща-Водицкий, Пуща-Водица, Река Любка)

## Описание
Памятник природы занимает квартал 1-й Святошинского лесничества, и расположен на месте одноимённого болота в долине реки Любка (правобережная часть, вблизи впадения в реку Ирпень), у административной границы Киевского горсовета с Киевской областью. В 1 км западнее расположен Ирпень. Восточнее примыкает общезоологический заказник «Река Любка».
Транспорт: марш. такси № 379, 420, 422 (от ст. м. Академгородок) объект расположен примерно в 1,5 км от трассы Р30 Киев—Ирпень и ближайшей остановки Романовка (Ирпень), от которой необходимо проследовать пешком на север. Ближайшие станции метро:   Академгородок и Житомирская.

## Природа
Ландшафт памятника природы представлен эвтрофным болотом с болотной и лесной растительностью.
Количество высших растений составляет около 100 видов. Растительность болота представлена доминирующей типичной болотной растительностью для данного типа с преобладанием сообществ осоки с разнотравьем. Также присутствуют сообщества тростника, моховой покров, болотное разнотравье и лекарственные растения. Значительная часть болота укрыта лесом, с доминирующими ольшанниками и берёзой. Ольшанники представлены доминирующей ольхой чёрной с добавлением берёзы повислой и дуба обыкновенного. Вблизи болота растут сообщества таких видов: берёза пушистая, ива пятитычинковая, ольха чёрная, калина, смородина чёрная.
Важное природоохранное значение имеет, занесённый в Красную книгу Украины, реликтовый вид мох Гелодиум Бландова (Helodium blandowii (F.Weber et D.Mohr), который относится к периоду днепровского оледенения и является редким для лесопарковой зоны Киева. Особенную ценность представляют сообщества с доминированием березы низкой.